# New General Catalogue
Nowy Katalog Ogólny (New General Catalogue, NGC) – katalog astronomiczny przygotowany przez mieszkającego w Irlandii duńskiego astronoma Johna Dreyera, który opublikował go w roku 1888 (w latach 1895 i 1908 dopisał dwa uzupełnienia do już istniejącego katalogu), próbując połączyć wiele istniejących wówczas katalogów.
Z biegiem lat opublikowany przez Johna Herschela w 1864 roku Ogólny katalog mgławic (General Catalogue of Nebulae) stawał się coraz bardziej nieaktualny, gdyż odkrywano kolejne obiekty typu mgławicowego. W 1878 roku John Dreyer opublikował suplement do tego katalogu, zawierający około 1000 obiektów. Planował wydanie kolejnego suplementu w 1886 roku, lecz zamiast tego Rada Królewskiego Towarzystwa Astronomicznego zaproponowała mu stworzenie zupełnie nowego katalogu. Ostatecznie w 1888 roku Dreyer opublikował Nowy katalog ogólny mgławic i gromad gwiazdowych, będący katalogiem sir Johna Herschela, zrewidowanym, poprawionym, i rozszerzonym, w piśmie „Memoirs of the Royal Astronomical Society” wydawanym przez Królewskie Towarzystwo Astronomiczne.
W nowym katalogu znalazło się 7840 obiektów. Lista zawiera różnorodne obiekty nieba: od oświetlonych obiektów pyłu i gazu, poprzez gromady gwiazd do olbrzymich skupisk gwiazd i materii, jakimi są odległe galaktyki. Jedynym kryterium sprawiającym, iż dany obiekt znalazł się w tym katalogu jest ich wygląd – wszystkie przypominają rozmyte plamki światła.
W katalogu NGC znalazły się wyniki obserwacji wykonanych przez ponad 100 astronomów za pomocą teleskopów o różnej jakości i wielkości. Jakość danych astronomicznych, z których korzystał Dreyer (pozycje i opisy obiektów) była zatem również bardzo zróżnicowana. Część danych Dreyer sprawdził osobiście, jednak ze względu na mnogość obiektów, większość informacji o obiektach i ich pozycjach pochodzi po prostu z publikacji innych astronomów i ich poprawność nie została przez Dreyera zweryfikowana (autor przeliczył jedynie pozycje na epokę 1860). Z tego też powodu katalog NGC zawiera dużą liczbę błędów. Wiele obiektów astronomicznych zostało skatalogowanych dwa lub więcej razy, a w niektórych przypadkach oddzielne wpisy i numery w katalogu ma kilka części tego samego ciała niebieskiego. Do tej pory około 87 obiektów NGC uznaje się za „zaginione”, gdyż nie udało się ich zidentyfikować. Identyfikacja niektórych obiektów jest z kolei niepewna i dyskusyjna. Około 408 obiektów w katalogu to gwiazdy i gwiazdy wielokrotne błędnie skatalogowane jako obiekty mgławicowe.
W roku 1895 w uzupełnieniu katalogu, Indeksie (Index Catalogue, czyli IC) i w roku 1908 w kolejnym suplemencie Second Index Catalogue Dreyer zawarł, odpowiednio, 1520 i 3866 obiektów. W suplementach tych znalazły się także poprawki do katalogu NGC. Kolejną, krótką listę poprawek do katalogu NGC Dreyer opublikował w 1912 roku w czasopiśmie „Monthly Notices of the Royal Astronomical Society”.
W późniejszych latach różni astronomowie publikowali kolejne poprawki do katalogu NGC. Współczesne rewizje katalogu opublikowali:
- J.W. Sulentic i W.G. Tifft w 1977 roku – The Revised New General Catalogue (RNGC) z pozycjami na epokę 1975,
- R.W. Sinnott w 1988 roku – NGC 2000.0 z pozycjami na epokę J2000. Ta edycja zawierała komplet 13 226 obiektów z katalogu NGC i jego suplementów IC[3].

Obie te rewizje nadal jednak zawierają wiele błędów. Identyfikacją obiektów NGC i IC oraz weryfikacją różnych błędów w tych katalogach zajmują się obecnie astronomowie skupieni wokół inicjatywy o nazwie NGC/IC Project.

## Oznaczenia
Obiekty z katalogu Dreyera oznaczane są skrótem NGC (np. NGC 4565 – galaktyka spiralna w gwiazdozbiorze Warkocz Bereniki), natomiast obiekty zawarte w dopełnieniach katalogu – skrótem IC (np. IC 4756 – rozproszona gromada otwarta w gwiazdozbiorze Wąż), dodając zawsze numer kolejny.